# Rodesia del Norte en los Juegos Olímpicos de Tokio 1964
Rodesia del Norte (actualmente Zambia) estuvo representada en los Juegos Olímpicos de Tokio 1964 por un total de 12 deportistas, 11 hombres y una mujer, que compitieron en 5 deportes.
El portador de la bandera en la ceremonia de apertura fue el atleta Trev Haynes. El equipo olímpico no obtuvo ninguna medalla en estos Juegos.